# Alcolea de las Peñas
Alcolea de las Peñas – gmina w Hiszpanii, w prowincji Guadalajara, w Kastylii-La Mancha, o powierzchni 16,66 km². W 2011 roku gmina liczyła 15 mieszkańców.